# Rosco Allen
Rosco Allen (Budapest, 5 maggio 1993) è un cestista ungherese con cittadinanza statunitense.

## Carriera
Con l'Ungheria ha disputato due edizioni dei Campionati europei (2017, 2022).

## Palmarès
- Campione NIT (2015)
- Coppa Intercontinentale: 1

Canarias: 2017